# Кемпбелл (марсіанський кратер)
54°15′ пд. ш. 165°35′ сх. д. / 54.25° пд. ш. 165.58° сх. д.
Кемпбелл — великий ударний кратер на планеті Марс, що лежить на південь від кратера Віррат і на захід від Тугаске, на 54,7° на південь і 194,6° на схід. Внаслідок удару утворилася западина діаметром 129 кілометрів. Назву затвердив 1973 року Міжнародний астрономічний союз на честь американського інженера й астронома Вільяма Воллеса Кемпбелла (1862—1938) і канадського фізика Джона В. Кемпбелла (1889—1955).